# Nanthiphat Samingnakorn
Nanthiphat Samingnakorn (thailändisch นันทิพัฒน์ สมิงนคร; * 24. Januar 2006 in Suphanburi) ist ein thailändischer Fußballspieler.

## Karriere
Nanthiphat Samingnakorn erlernte das Fußballspielen in der Jugend des Suphanburi FC. Hier unterschrieb er Ende Januar 2024 auch seinen ersten Vertrag. Der Verein aus Suphanburi spielt in der zweiten Liga, der Thai League 2. Sein Zweitligadebüt gab Samingnakorn am 19. April 2024 (33. Spieltag) im Heimspiel gegen den Customs United FC. Bei dem 1:0-Erfolg stand er in der Startelf und spielte die kompletten 90 Minuten. Für Suphanburi bestritt er insgesamt zwei Ligaspiele. Nach der Hinrunde 2024/25 wechselte er im Januar 2025 zum Drittligisten North Bangkok University FC. Mit dem Verein aus Pathum Thani spielt er in der Central Region der Liga. Am Ende der Saison 2024/25 feierte er mit dem Verein die Meisterschaft der Region.

## Erfolge
North Bangkok University FC
- Thai League 3 – Central: 2024/25